# 1980-е годы
1980-е (ты́сяча девятьсо́т восьмидеся́тые) го́ды по григорианскому календарю — промежуток времени с 1 января 1980 года по 31 декабря 1989 года, включающий 1980 год 8-го десятилетия   и с 1981 по 1989 годы    9-го десятилетия XX века 2-го тысячелетия.  Они закончились 36 лет назад.
Десятилетие ознаменовалось окончанием «Холодной войны» и началом распада социалистического лагеря (который завершился уже в начале 1990-х). Среди ключевых событий этой эпохи — война в Афганистане, перестройка в СССР, катастрофа на Чернобыльской АЭС, «бархатные революции» в Восточной Европе.
В области культуры 1980-е ознаменовались преобладанием массовой культуры и огромным влиянием телевидения на общество. В кинематографе — окончанием эпохи Нового Голливуда и расцветом блокбастеров, продолжающимся ростом интереса к кинофантастике благодаря появлению компьютерной графики. В музыке, благодаря новым технологиям, получили большое развитие жанры, использовавшие синтезаторы, сэмплеры и драм-машины, такие как новая волна, электронная музыка, синтипоп, итало-диско, HI-NRG и хип-хоп. В 1980-х обрела популярность мода на аэробику и танец в стиле брейк-данс. В СССР благодаря смягчению цензуры наступила «золотая эпоха» русского рока. В области технологий наибольшее развитие получили технологии информации и связи. 1980-е стали также началом бума видеоигр благодаря развитию и популярности игровых приставок; в 1983-м впервые игры упоминаются как вид искусства.

## Важнейшие события

### В мире
- Рецессия (Рецессия ранних 1980-х[англ.]). Деиндустриализация («Ржавый пояс»). Премьерство Маргарет Тэтчер (1979—1990).
- Холодная война.
  - Эскалация гонки вооружений (1981; «Часы Судного дня»).
  - Президент США Рональд Рейган объявил СССР «Империей зла» (1983). Стратегическая оборонная инициатива (1983; программа «Звёздных войн»).
  - Договор о ликвидации ракет средней и меньшей дальности (1988).
- Политика реформ и открытости в КНР (Дэн Сяопин). События на площади Тяньаньмэнь (1989).
- Гражданские войны в Эфиопии (1974—1991), Анголе (1975—2002) и Судане (1983—2005). Голод в Эфиопии (1983—1985). Война в Западной Сахаре (1975—1991). Война за независимость Намибии (1966—1989). Операция «Каньон Эльдорадо» в Ливии (1986).
- Гражданская война в Ливане (1975—1990). Ливанская война (1982). Взрывы казарм миротворцев в Бейруте (1983). Первая палестинская интифада (1987; Сектор Газа).
- Исламское восстание в Сирии (1976—1982). Штурм Хамы (1982).
- Афганская война (1979—1989; операция «Циклон»).
- Гражданская война в Сальвадоре (1979—1992), резня в Эль-Мосоте (1981). Вооружённый конфликт в Перу начался (1980). Гражданская война в Никарагуа (1981—1990). Фолклендская война (1982). Вторжение США на Гренаду (1983).
- Государственный переворот в Турции (1980).
- Ирано-иракская война (1980—1988). Операция «Опера» (1981). Иран-контрас (1986).
- Вторая война мафии[англ.] (1981—1983).
- Вошли в Евросоюз Греция (1981), Испания и Португалия (1986), вышла Гренландия (1985). Европейский круглый стол промышленников (1983). Шенгенское соглашение (1985). Полная независимость Австралии от Великобритании (1986; Australia Act[англ.]). Конфликт в Северной Ирландии, теракты ИРА.
- Пятая республика Южной Кореи (1981—1987). Шестая республика (с 1987).
- Латиноамериканский долговой кризис (1982)[англ.]).
- Убийство Индиры Ганди (1984). Падение режима Маркоса Фердинанда на Филиппинах (1986; Жёлтая революция).
- Резкое падение цен на нефть (1986). Перепроизводство нефти в 1980-х годах. Чёрный понедельник (1987).
- Канадско-американское соглашение о свободной торговле (1988). Крэковая эпидемия в США (1984—1990)[англ.]).
- Азиатско-Тихоокеанское экономическое сотрудничество (1989).
- Падение коммунистических правительств в Восточной Европе (1989—1991). Профсоюз Солидарность в Польше (1980). Политика жёсткой экономии СРР (1980-е). Революции в Чехословакии, Румынии, Венгрии (1989). Падение Берлинской стены (1989).
- Монреальский протокол о защите озонового слоя начал действие (1989). Спецслужбы затопили корабль Гринписа (1985; «Rainbow Warrior»).

### В СССР
- Окончание «эпохи застоя».
- 1981 — Начало использования летнего времени.
- Продовольственная программа (1982).
- Кончина Л. И. Брежнева (1982).
- Юрий Андропов, генеральный секретарь (1982—1984).
- Константин Черненко, генеральный секретарь (1984—1985).
- Михаил Горбачёв на посту генерального секретаря ЦК КПСС, Перестройка (1985—1991).
- Антиалкогольная кампания в СССР (1985—1988).
- Карабахский конфликт (1987—1991).
- 1987 — Матиас Руст приземлился на Красной площади в Москве
- 1988 — 1000-летие Крещения Руси

### Катастрофы и стихийные бедствия
- Разрушительный ураган в средней полосе России 1984 г.
- Катастрофа Boeing 747 под Токио (1985)
- Авария на Чернобыльской АЭС (1986).
- Извержение вулкана Сент-Хеленс в США (1980).
- Взрыв газопровода в Сибири (1982).
- Сбиты южнокорейский (1983) и иранский (1988) пассажирские самолёты.
- Бхопальская катастрофа на химическом заводе в Индии (1984).
- Извержение вулкана Невадо-дель-Руиса (1985).
- Землетрясение в Мехико (1985).
- Катастрофа шаттла «Челленджер» (1986).
- Катастрофа парома Донья Пас (1987).
- Арзамасская железнодорожная катастрофа (1988).
- Йеллоустонский пожар 1988 года.
- Спитакское землетрясение в Армении (1988).
- Землетрясение Лома-Приета (1989).
- Крушение поездов Новосибирск-Адлер и Адлер-Новосибирск под Ашой (1989)
- Выброс нефти из танкера Эксон Валдез (1989).

## Наука и технологии
- Первая монохромная фотоплёнка (1980; Ilford Photo).
- 1981 — совершил первый полёт американский «самолёт-невидимка» Lockheed F-117 Nighthawk.
- 1981 — началось сообщение скоростных поездов TGV между Парижем и Лионом.
- 1981 — в США зарегистрированы первые 5 случаев «редкой формы пневмонии» (затем получившей название СПИД);
- 1982 — состоялся первый телемост между СССР и США (Москва — Лос-Анджелес).
- 1982 — впервые пациенту было пересажено постоянное искусственное сердце
- 1983 — компания Motorola выпустила первый в мире коммерческий портативный сотовый телефон.
- 1984 — ДНК-дактилоскопия.
- 1984 — энергосберегающая компактная люминесцентная лампа.
- 1985 — открытие объёмной нейропередачи (СССР)
- 1985 — газопровод через Норвежскую траншею (Statoil).
- 1986 — открыта высокотемпературная сверхпроводимость (Швейцария)
- 1987 — открытие реверберации в мозге  (СССР)
- 1987 — начато строительство Евротоннеля
- 1989 — впервые в Госреестре открытий ВНИИГПЭ зарегистрировано открытие природы онкологических заболеваний (СССР)

### Информационные технологии
- IBM PC (1981). PC DOS (1981). Windows 1.0 (1985).
- Процессоры семейства Intel 80286 (1982), i386 (1985), i486 (1989).
- Компакт-диск (1982; CD).
- ZX Spectrum (1982). БК (1985).
- ARPANET меняет основной протокол с NCP на TCP/IP, что привело к появлению современного Интернета (1983).
- Проект GNU (1983). Фонд свободного программного обеспечения (1985).
- Macintosh (1984). Mac OS (1984; System 1).
- Сеть Фидо (1984).
- Компьютерный вирус впервые зафиксирован (1986).
- Получен патент на первый нейрокомпьютер АС-79, (1988 СССР)
- Всемирная паутина (1989; WWW).

### Космос
- Космические корабли многоразового использования (программа Спейс Шаттл — 1981; «Буран», единственный полёт — 1988).
- 1982 — Светлана Савицкая — вторая женщина-космонавт, космический корабль «Союз Т-5», (СССР).
- 1982 — Первая долговременная космическая экспедиция станции «Салют-7», 106 дней (СССР).
- 1985 — Япония начала набор в собственный отряд космонавтов.
- 1986 — запуск первых модулей орбитальной станции «Мир» (СССР)
- 1987 — Первая долговременная экспедиция на станции «Мир», 174 дня (СССР).

## Культура
- Информационная эра.
- Распространение политкорректности.
- Поколение Y.
- Карманные игры Nintendo Game & Watch (1980; «Электроника»). Тетрис (1984).
- Население Китая превысило 1 миллиард человек (1982).
- Дни хаоса (1983).
- Третье поколение игровых систем. NES (1983; Famicom). Sega Master System (1986).

#### Значимые[источникне указан 1632 дня]литературные произведения 80-х
- «Кролики и удавы» (1982), Искандер, Фазиль Абдулович (1929—2016)
- «Кладбище домашних животных» (1983), Стивен Кинг
- «Нейромант» (1984), Уильям Гибсон
- «Парфюмер» (1985), Патрик Зюскинд
- «Оно» (1986), Стивен Кинг
- «Дети Арбата» (1987), Рыбаков, Анатолий Наумович (1911—1998)

#### Значимые писатели 80-х
- Кир Булычёв
- Владимир Иванович Савченко
- Валентин Митрофанович Сидоров
- Братья Стругацкие Аркадий и Борис Натановичи
- Иосиф Бродский
- Салман Рушди
- Умберто Эко

### Музыка
- Расцвет жанров новая волна и синтипоп; успеха добиваются такие исполнители как Depeche Mode, A-ha, Duran Duran, Pet Shop Boys. В СССР представителями данных жанров становятся группы «Альянс», «Форум», «Биоконструктор», «Электроклуб».
- Пост-панк (The Cure, The Smiths, Talking Heads, Кино, Петля Нестерова, Игры) и производный от него готик-рок (Sisters of Mercy, Bauhaus).
- Расцвет эпохи хеви-метал, Новая волна британского хеви-метала (Iron Maiden, Motorhead). Зарождение многих классических направлений металлической музыки, таких как трэш-метал (Metallica, Slayer, Megadeth), пауэр-метал (Blind Guardian, Helloween), блэк-метал (Venom, Bathory), дэт-метал (Death, Obituary).
- Популярны глэм-рок (Queen, Kiss, Дэвид Боуи) и хэйр-метал (Van Halen, Twisted Sister, Motley Crue, W.A.S.P.)
- Суперзвёздами становятся поп-исполнители Майкл Джексон, Мадонна и Принс.
- «Золотая эпоха» русского рока наступает благодаря смягчению цензуры. Появляются и приобретают всесоюзную известность группы «Кино», «Ария», «ДДТ», «Браво», «Наутилус Помпилиус», «Алиса» и другие, а уже существующие (как например, «Аквариум» и «Машина времени») впервые издают свои альбомы официально. На волне большой популярности в СССР во второй половине 80-х, группы «Парк Горького», «Круиз» и «Земляне», предпринимали в тот период весьма серьёзные попытки выйти также и на международный музыкальный рынок.
- 1981 — открыт Ленинградский рок-клуб. Позже по его аналогии откроются Свердловский рок-клуб и Московская рок-лаборатория;
- 1981 — начало вещания MTV;
- 1982—1985 — расцвет жанра электро;
- 1983 — начало популярности итало-диско, со следующего года — евродиско;
- 1985 — проведён фестиваль Live Aid;
- 1986 — появление visual kei в Японии.
- 1986—1990е — Золотая эра хип-хопа.
- с середины 1980-х — появление таких стилей, как хаус и техно.

### Кино
- Окончание эры Нового Голливуда, когда моду в кино диктовали режиссёры-одиночки. Провал фильма «Врата рая» (1980) и ряда других авторских фильмов знаменует конец этой эпохи. Продолжение эры блокбастеров и начало диктата продюсеров и крупных студий.
- Приход компьютерной графики в кино на постоянной основе в таких фильмах как «Трон».
- В 80-х годах XX века был снят целый ряд картин, которые впоследствии стали культовыми и на десятилетия определили сюжетные каноны многих жанров — в частности, боевиков, научной фантастики, фантастических и мистических ужасов. Практически на каждый такой фильм впоследствии были сняты ремейки, приквелы и сиквелы. Эти фильмы оказали колоссальное влияние на культуру 80-х, которое прослеживалось в музыке — многие хэви-метал и дэт-метал группы вдохновлялись идеями и образами, которые несли эти фильмы: например, в 1985-м году под влиянием «Терминатора» группа Accept записала альбом Metal Heart, в 1987-м под влиянием фильмов ужасов «Город живых мертвецов» и «Возвращение живых мертвецов» группа Death записала альбом Scream Bloody Gore. Также кинематограф 80-х оказал фундаментальное влияние на эстетику музыкальной синтвейв-сцены, зародившейся в XXI веке.
- Выходят многочисленные сиквелы успешных фильмов («Рокки», «Хэллоуин», «Пятница 13-е», «Кошмар на улице Вязов», «Чужой», «Безумный Макс», «Рэмбо», «Индиана Джонс», «Звёздные войны»), также расцвет фильмов-пародий (в особенности фильмы Мела Брукса и трио Цукер, Абрахамс, Цукер).
- Расцвет карьеры многих режиссёров — Дэвида Линча, Терри Гиллиама, Стивена Спилберга, Роберта Земекиса, Джеймса Кэмерона, Ларса фон Триера, Оливера Стоуна. В 1983 году Андрей Тарковский становится невозвращенцем и снимает две свои последние картины — «Ностальгия» и «Жертвоприношение».
- В мультипликации 80-х набирают популярность аниме Хаяо Миядзаки и начинает карьеру Дон Блут.
- В 80-х набирают популярность многие актёры боевиков — Арнольд Шварценеггер, Сильвестр Сталлоне, Жан-Клод Ван Дамм, Брюс Уиллис, Джеки Чан.
- В 1985 году выходит военная драма Элема Климова «Иди и смотри», получившая всемирное признание.
- Выходят фильмы, провалившиеся в прокате, но получившие культовый статус и оказавшие огромное влияние на кинематограф, среди них — «Сияние», «Бегущий по лезвию», «Нечто», «Лицо со шрамом».

- Важнейшими кинокартинами 1980-х критики называли: фантастические фильмы «Бегущий по лезвию»[2][1][3][4], «Инопланетянин»[2][1][3][4], «Чужие»[1][3], «Звёздные войны: Империя наносит ответный удар»[1][3][4], приключенческий фильм «Индиана Джонс: В поисках утраченного ковчега»[1][3][4], фантастические комедии «Назад в будущее»[2][1][3][4] и «Охотники за привидениями»[1][3][4], сюрреалистический детектив «Синий бархат»,[1][3], фильм ужасов «Сияние»[2][1][3][4], спортивную драму «Бешеный бык»[1][3][4], боевик «Крепкий орешек»[1][3][4].
- Важнейшим телесериалом 1980-х западные критики называют комедию «Весёлая компания»[5][6][7]. К числу знаковых сериалов также относят: детективы «Полиция Майами»[5][6][7] и «Лунный свет»[5][6][7], комедию «Альф»[5][6][7], боевик «Команда А»[5][6][7].

### Изобразительное искусство
- Иллюстратор Майкл Уэлан получил 9 премий «Хьюго» и три «Всемирные премии фэнтези» как лучший художник.

### Спорт
- 1980 — Олимпиада в Москве. Бойкот олимпиады.
- 1980 — Олимпиада в Лейк-Плэсиде (зимняя)
- 1984 — Олимпиада в Лос-Анджелесе. СССР объявил о бойкоте олимпиады.
- 1984 — Олимпиада в Сараево (зимняя)
- 1988 — Олимпиада в Сеуле
- 1988 — Олимпиада в Калгари (зимняя)
- Всё десятилетие идёт бум рестлинга